# Stolzia elaidium
Espèce
Synonymes
- Bulbophyllum elaidium Lindl.[1]
- Phyllorchis elaidum (Lindl.) Kuntze[1]
- Phyllorkis elaidum (Lindl.) Kuntze[1]

Stolzia elaidium est une espèce de plantes de la famille des Orchidées et du genre Stolzia, présente au Liberia, au Nigeria, dans la région continentale de la Guinée équatoriale, à Sao Tomé-et-Principe.